# Увидеться с Жюли
«Увидеться с Жюли» (фр. Revoir Julie) — канадская мелодрама 1998 года режиссёра Келли Хёрд.

## Сюжет
Оставшись одна после расставания, Жюльет составляет список дел, которые она должна сделать. Первым в списке стоит «Увидеться с Жюли». Но на это Жюльет решается лишь после того, как весь остальной список оказывается зачёркнутым.
Жюли живёт уединённо в своём доме на природе в восточных кантонах Квебека. Бывшие подруги не виделись 15 лет, и Жюльет сильно волнуется, как пройдёт встреча. Первые мгновения разговор кажется неловким и напряжённым. Но в течение дня общение быстро налаживается, становится лёгким и непринуждённым, будто бы они и не расставались.
С наступлением ночи Жюли и Жюльет снова лучшие подруги. Весь день они были вместе, знакомились с животными, которые живут у Жюли, гуляли на природе, рыбачили на озере. Вечером, когда выпитое вино придало общению особенную яркость, Жюльет, поддавшись внезапному порыву, целует Жюли в губы. Для той это оказывается совершенно неожиданно и она в испуге отстраняется.
На следующее утро отношения между подругами напряжены. Обе они извиняются и винят каждая саму себя в произошедшем. Жюльет хочет уехать. Жюли страшно её отпускать, опасаясь новой долгой разлуки. В своём последнем разговоре они пытаются выразить свои эмоции. Интуитивное понимание друг друга позволяет Жюли преодолеть свой страх. Она откликается на чувства Жюльет.

## Актёрский состав
| В ролях             |  | Персонаж |
| ------------------- |  | -------- |
| Доминик Леду        |  | Жюли     |
| Стефани Моргенштерн |  | Жюльет   |

## Награды
Фильм получил следующие награды:
| Награды                     | Награды | Награды                   | Награды      | Награды     |
| --------------------------- | ------- | ------------------------- | ------------ | ----------- |
| Фестиваль / Премия          | Год     | Награда                   | Категория    | Победитель  |
| Paris Lesbian Film Festival | 1999    | Приз зрительских симпатий | Лучший фильм | Жанне Крепо |